# Nanictocephalus richardi
Nanictocephalus richardi és una espècie de sinàpsid extint de la família dels escaloposàurids (o un baurioïdeu basal) que visqué al sud d'Àfrica durant el Wuchiapingià (Permià superior). Se n'han trobat restes fòssils als afloraments de la zona d'associació Cistecephalus, a la província sud-africana del Cap Oriental. Era un animal carnívor i de crani diminut.
Es tracta de l'única espècie del gènere Nanictocephalus.